# マイティ・ハーキュリー
マイティ・ハーキュリー（原題：The Mighty Hercules ザ・マイティ・ハーキュリーズ）は1963年から1966年にかけてカナダで制作されたアニメーション作品。プロデューサーは、1950年代にフィリックス・ザ・キャットのリブート作品を製作し、フィリックスブームを再燃させた事で知られるジョー・オリオロ。

## 概要
無双の怪力で知られる古代ギリシャの英雄ヘラクレス（ヘーラクレース）がモデルとなっている。
時ははるか昔のギリシャ。天界での力比べの競技で勝利を収めたハーキュリーは、神々の王ゼウスから、はめると更に力が出る魔法の指輪をもらう。天から降りてきた半人半馬の少年ニュートンは、悪党に出会ってピンチに陥ったり人々が苦しめられていると、ベルトのバックルから放たれる光でハーキュリーを呼ぶ。空の彼方にあるオリンポス神殿からニュートンの呼びかけに応えてやってきたハーキュリーは持ち前の剛力で悪党を迎え撃つ。それでも力及ばないと指輪をはめて天にかざし、一層の怪力を振るって勝利する。難事を解決したハーキュリーは最後に「オリンピアー!」の掛け声とともに空中に飛び上がり、天に帰ってゆく、というのが基本ストーリーである。
ハーキュリーは、古代から近代の西洋絵画や彫刻に多く描かれるひげもじゃで粗野な印象のヘラクレスとは異なり、ひげは無く若々しい美男子として描かれている。
ハーキュリーの味方・仲間には、前述のニュートンの他、幼くて言葉はしゃべらないが笛の上手な半人半馬のトゥート、金髪の美女へレナがいる。悪役には、僧侶のような服装で猫を手下にした魔法使いデッダラス、魔女ウィラミン、鉄製の筒型の仮面をかぶればハーキュリーが指輪をはめても倒せないほど頑強になる鉄仮面など個性豊かな面々が繰り返し登場し、ハーキュリーと勝負を繰り広げた。

### 日本語版
日本においては、1963年11月4日〜1964年8月29日および1965年6月30日〜1966年4月23日の2期にかけてフジテレビジョンにおいて月曜から土曜までの午後6時55分から5分間の枠で放映された。明治乳業（現：株式会社 明治）の一社提供。その後も、地方局での再放送が何度かある。
日本語版ではスポンサーの意向もあり、オープニングで主題歌と共に明治牛乳を飲んでパワーアップするシーンが特別に製作され、使用された。漫画家の秋本治は、子供の頃、学校でこのシーンの真似をしたことがあるという。
主題歌は、オリジナル版に松坂直美が日本語歌詞を書き、ひばり児童合唱団が歌った。日本語版配給については、トランスグローバルが担当した。

## 登場人物
- ハーキュリー 声：若山弦蔵→小林清志
- ニュートン 声：菅谷政子
- ヘレナ
- 魔法使いデッダラス 声：小林清志
- 魔女ウィラミン 声：武智豊子
- 鉄仮面 声：小林清志
- ワルーサ
- ナレーター 声：黒沢良